# Lygodactylus montiscaeruli
Lygodactylus montiscaeruli (макгабензький карликовий гекон) — вид геконоподібних ящірок родини геконових (Gekkonidae). Ендемік Південно-Африканської Республіки.

## Поширення і екологія
Макгабензькі карликові гекони мешкають на плато Макгабенг та в горах Блауберг в провінції Лімпопо. Вони живуть в тріщинах серед пісковикових скель та в саванах. Відкладають яйця.